# Charles Temple Dix
Charles Temple Dix (Albany, 14 febbraio 1838 – Roma, 11 marzo 1873) è stato un pittore statunitense.

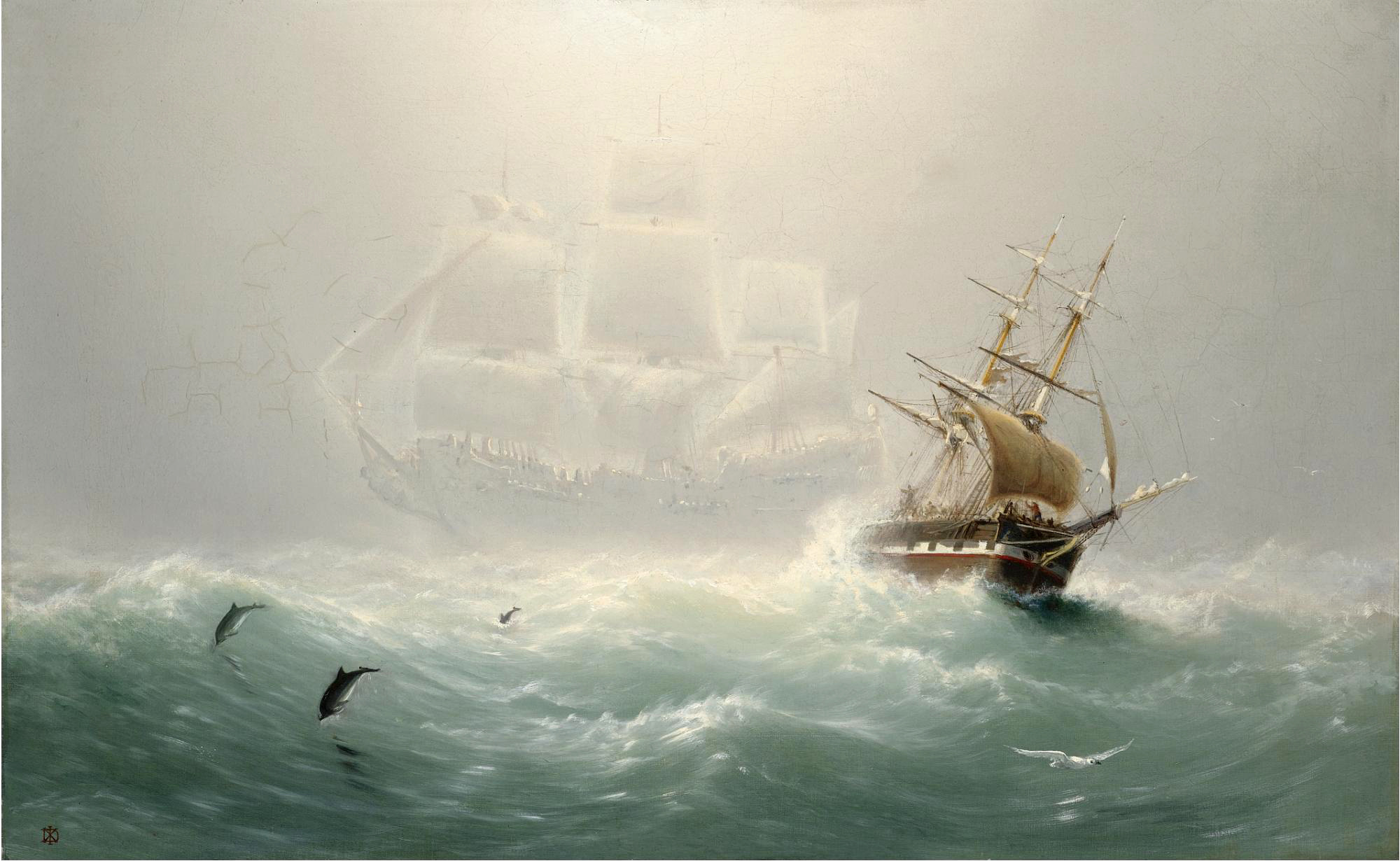
The Flying Dutchman di Charles Temple Dix del 1860

Nonostante la brevità della sua vita, Dix si affermò come uno dei più apprezzati pittori di paesaggi marini del suo tempo. La sua abilità tecnica e il suo talento furono riconosciuti sia in America che in Europa, e la sua opera continua a essere studiata per il contributo che portò al genere del paesaggio marino nell'arte americana dell'Ottocento.

## Biografia
Charles Temple Dix nacque ad Albany, figlio minore del generale e uomo di stato John Adams Dix. Cresciuto in una famiglia influente, ebbe l'opportunità di viaggiare in Europa sin da bambino e tra il 1853 e il 1855 visse in Italia con la famiglia. Dopo aver manifestato un forte interesse per l'arte, ottenne il sostegno del padre per intraprendere una carriera artistica. Frequentò per un breve periodo il Union College di Schenectady, New York, ma abbandonò gli studi accademici per dedicarsi completamente all'arte, come consigliato dallo stesso presidente dell'istituto.

### Carriera artistica
Negli anni '50 dell'Ottocento, Dix si trasferì a New York (città), dove si inserì rapidamente nel mondo artistico locale. Lavorò in uno studio al famoso Tenth Street Studio Building e iniziò a esporre regolarmente alla National Academy of Design dal 1857 al 1861. Fu eletto membro associato dell'istituzione nel 1861, ma non riuscì a completare i requisiti necessari per diventare membro effettivo a causa delle interruzioni della sua carriera.

### Servizio militare
Allo scoppio della Guerra di secessione Americana, Dix si unì all'esercito dell'Unione come primo tenente nel Quattordicesimo Reggimento di Fanteria, lo stesso in cui aveva servito suo nonno e che era comandato da suo padre. Durante la guerra, servì come aiutante di campo di suo padre, riducendo così la sua attività artistica.

### Ritorno all'arte e soggiorno in Europa
Dopo la fine del conflitto, nel 1865, Dix riprese la sua carriera artistica e tornò in Europa. Si stabilì a Roma, dove continuò a dedicarsi alla pittura e a frequentare la comunità di artisti americani. Nel 1867 espose alla Royal Academy di Londra e l'anno successivo sposò Camilla Ottilie Watson, nipote della storica dell'arte Anne Brownell Jameson. La coppia si stabilì a Roma, anche se Dix trascorse frequenti periodi in località come Capri, le Isole del Canale e la Cornovaglia.

### Stile e opere
Dix si specializzò in paesaggi marini, una scelta rara e distintiva tra gli artisti americani del periodo. Le sue opere vennero esposte in vari luoghi negli Stati Uniti, tra cui Boston, Filadelfia e Washington (D.C.), e attiravano l'attenzione della critica. Nel 1867, lo scrittore Henry Tuckerman lo descrisse come un pittore "di rara promessa" nel suo Book of the Artists, un giudizio che si rivelò tristemente profetico.

### Ultimi anni
Nel gennaio del 1873, Dix firmò una risoluzione, insieme ad altri artisti americani a Roma, in onore del pittore della Hudson River School John F. Kensett. Due mesi dopo, Charles Temple Dix morì improvvisamente a causa di un'emorragia polmonare all'età di trentacinque anni, lasciando incompiuta una carriera che aveva destato grande speranza e ammirazione.

## Opere
- The Flying Dutchman (1860).